# アントニオ・ベタンコルト
アントニオ・ベタンコルト（Antonio Rodrigo Betancort Barrera、1937年3月13日 - 2015年3月15日）は、スペイン・ラス・パルマス・デ・グラン・カナリア出身の元サッカー選手。スペイン代表である。ポジションはGK。
1966 FIFAワールドカップに出場した。
2015年3月15日、78歳で死去した。

## 所属クラブ
- 1956-1961  UDラス・パルマス
- 1961-1962  レアル・マドリード
- 1962-1963  デポルティーボ・ラ・コルーニャ
- 1963-1971  レアル・マドリード
- 1971-1973  UDラス・パルマス

## タイトル
- レアル・マドリード
  - リーガ・エスパニョーラ 1962, 1964, 1965, 1967, 1968, 1969
  - コパ・デル・レイ 1962, 1970
  - UEFAチャンピオンズカップ 1965-66
  - サモラ賞 1965, 1967